# Pale Moon (film)
Pour les articles homonymes, voir Pale Moon (homonymie).
Pour plus de détails, voir Fiche technique et Distribution.
Pale Moon (紙の月, Kami no tsuki) est un film japonais réalisé par Daihachi Yoshida, sorti en 2014. C'est l'adaptation d'un roman de Mitsuyo Kakuta.

## Fiche technique
- Titre : Pale Moon
- Titre original : 紙の月 (Kami no tsuki?)
- Réalisation : Daihachi Yoshida
- Scénario : Kaeko Hayafune, d'après le roman homonyme de Mitsuyo Kakuta
- Photographie : Makoto Sigma (ja)
- Montage : Takashi Satō (ja)
- Pays d'origine :  Japon
- Langue originale : japonais
- Format : couleur - 35 mm
- Genre : drame
- Durée : 126 minutes
- Date de sortie :
  - Japon : 15 novembre 2004[1]

## Distribution
- Rie Miyazawa : Rika Umezawa
- Sōsuke Ikematsu : Kōta Hirabayashi
- Renji Ishibashi : Kōzō Hirabayashi
- Satomi Kobayashi : Yoriko Sumi
- Yoshimasa Kondō (ja) : Yūji Inoue
- Seiichi Tanabe : Masafumi Umezawa
- Yūko Ōshima : Keiko Aikawa